# Торкель Довгий
Торгель Довгий (Високий) (давньоскан. Þorke(ti)ll inn hávi, англ. Thorkell the Tall, норв. Torkjell Høge, швед. Torkel Höge, дан. Torkild den Høje; д/н — 1023) — ерл Східної Англії в 1017—1021 роках, ярл Данії в 1022—1023 роках. Прізвисько Торкель отримав через фігуру, оскільки був високим на зріст, з непомірно довгими руками, які звисали з боків наче батоги.

## Життєпис
Належав до династії Кнутлінґів. Син вікінга Струт-Гаральда. Був одним з вождів йомсвікінгів. На прохання короля Свена Вилобородого йомсвікінги рушили проти Норвегії, яка фактично стала самостійною. Разом з братом Сігвальдом брав участь в битві при Хьуорунгавагі в 986 році проти ярла Гакона. З огляду на невдалий перебіг битви ще до її закінчення Сігвальд і Торкель відвели свої судна до Данії.
У 1000 році Торкель брав участь в битві під Сволдером, виступивши на боці Свена Вилобородого, проти норвезького короля Олафа I.
У серпні 1009 року Торкель очолив загін вікінгів, що висадилися в Англії у Іпсвіча. Король Етельред II не зміг організувати належну відсіч. Спочатку було взято данину у 3 тис. фунтів срібла з Кенту, потім здійснено спробу захопити Лондон, проте невдало. З кінця 1009 та протягом 1010 року Торкель сплюндрував східну Англію. У вересні 1011 року разом з Еріком Віффеном 3 тижні тримали в облозі Кентербері. Місто було взято, собор спалений, а архієпископ Ельфхех узятий в заручники. Ельфхех відмовився від свободи в обмін на викуп у з тис. фунтів срібла, запропонований Едріком Стреоной. Тому вікінги вбили архієпископа під час бенкету в Ґрінвічі. Невдовзі отримав від англійського короля данину в 48 тис. фунтів срібла, припинивши ворожі дії.
Відчуваючи, що він втрачає владу над підлеглими, Торкель перейшов на службу до короля Англії. 1013 року вони разом боролися проти Свена Вилобородого. Після раптової смерті Свена і від'їзду його сина Кнуда до Данії, Етельред II виступив проти союзних вікінгів. Побоюючись за своє життя, Торкель втік до Данії.
У 1015 році разом з Кнудом вдерся до Англії, брав участь у битвах 1016 року. Після коронації Кнуда в 1017 році, отримав в управління Східну Англію. Відповідав за військові питання і забезпечення порядку в Англії під час відсутності Кнуда, в той час як державними справами займався архієпископ Вульфстан. Разом з тим першим з ерлів та другим після Кнуда підписував королівські хартії.
У 1021 році дружина Торкелля — Вульфхільда або Едіта (якась з доньок Етельреда II) — була звинувачена в тому, що вдалася до допомоги відьми, щоб отруїти пасорбка. Торкель поклявся в її невинності, і таким чином втратив обличчя. Кнуд змістив його з посади ерла. Торкель втік до Данії. Втім, незабаром він помирився з Кнудом, і той призначив його ярлом Данії. Помер 1023 року.